# 7797 Morita
7797 Morita (1996 BK2) là một tiểu hành tinh vành đai chính được phát hiện ngày 26 tháng 1 năm 1996 bởi T. Kobayashi ở Oizumi.